# Gregório Duvivier
Pour les articles homonymes, voir Duvivier.
 (octobre 2024).
La mise en forme du texte ne suit pas les recommandations de Wikipédia : il faut le « wikifier ».
Les points d'amélioration suivants sont les cas les plus fréquents. Le détail des points à revoir est peut-être précisé sur la page de discussion.
- Les titres sont pré-formatés par le logiciel. Ils ne sont ni en capitales, ni en gras.
- Le texte ne doit pas être écrit en capitales (les noms de famille non plus), ni en gras, ni en italique, ni en « petit »…
- Le gras n'est utilisé que pour surligner le titre de l'article dans l'introduction, une seule fois.
- L'italique est rarement utilisé : mots en langue étrangère, titres d'œuvres, noms de bateaux, etc.
- Les citations ne sont pas en italique mais en corps de texte normal. Elles sont entourées par des guillemets français : « et ».
- Les listes à puces sont à éviter, des paragraphes rédigés étant largement préférés. Les tableaux sont à réserver à la présentation de données structurées (résultats, etc.).
- Les appels de note de bas de page (petits chiffres en exposant, introduits par l'outil «  Source ») sont à placer entre la fin de phrase et le point final[comme ça].
- Les liens internes (vers d'autres articles de Wikipédia) sont à choisir avec parcimonie. Créez des liens vers des articles approfondissant le sujet. Les termes génériques sans rapport avec le sujet sont à éviter, ainsi que les répétitions de liens vers un même terme.
- Les liens externes sont à placer uniquement dans une section « Liens externes », à la fin de l'article. Ces liens sont à choisir avec parcimonie suivant les règles définies. Si un lien sert de source à l'article, son insertion dans le texte est à faire par les notes de bas de page.
- La présentation des références doit suivre les conventions bibliographiques. Il est recommandé d'utiliser les modèles {{Ouvrage}}, {{Chapitre}}, {{Article}}, {{Lien web}} et/ou {{Bibliographie}}. Le mode d'édition visuel peut mettre en forme automatiquement les références.
- Insérer une infobox (cadre d'informations à droite) n'est pas obligatoire pour parachever la mise en page.

Pour une aide détaillée, merci de consulter Aide:Wikification.
Si vous pensez que ces points ont été résolus, vous pouvez retirer ce bandeau et améliorer la mise en forme d'un autre article.
Gregório Byington Duvivier (Rio de Janeiro, 11 avril 1986) est un acteur, comédien, scénariste et écrivain brésilien. Il s'est fait connaître pour son travail au cinéma et au théâtre  et, à partir de 2012, il s'est fait remarquer comme l'un des créateurs de sketchs sur la chaîne Porta dos Fundos, sur YouTube.
Grégorio a écrit des livres, ainsi qu'une chronique hébdomadaire dans la Folha de S. Paul.

## Biographie
Gregorio Duvivier est le fils du musicien et artiste Edgar Duvivier et de la chanteuse Olivia Byington. Il a un frère, João, et deux soeures, Theodora et Barbara. Il est aussi le neveu de l'actrice Bianca Byington . Du côté paternel, il descend de Théodoro Duvivier (lui-même descendant de Belges et de Français ), l'un des promoteurs de l'urbanisation des quartiers de Copacabana et Leme ( Rio de Janeiro ), à la fin de le 19ème siècle,,. Du côté de sa mère, il est un descendant d'une des familles confédérées qui ont fui au Brésil avec la fin de la guerre civile américaine et de l'esclavage aux États-Unis, étant le grand- arrière-petit-fils de la philanthrope Pérola Byington.
À un jeune âge, il était décrit comme un enfant timide et antissocial. Il est présenté au théâtre par ses parents comme une solution à cette timidité. Gregório est diplômé en littérature de l'Université pontificale catholique de Rio de Janeiro (PUC-Rio) après avoir obtenu son diplôme en 2008.

## Carrière
Gregório joue au théâtre dès l'âge de neuf ans, dans le cadre du cours de théâtre Tablado . Il étudie pendant 10 ans au Tablado, avec des figures comme Aracy Mourthé, Cacá Mourthé, Ricardo Kosovski et Bernardo Jablonski.
En 2003, il a fait son débuts en tant qu'acteur en faisant ses débuts dans la pièce de stand-up Z. ET. - Zenas improvisés , exposé depuis onze ans et en tournée à travers le pays. Il a fait ses débuts à la télévision en 2006 dans le feuilleton jeunesse Alta Estação dans le rôle de l'étudiant Umberto, un ami du protagoniste Eduardo. Son livre de poésie De demain, je jure que la vie sera maintenant (7 Letras, 2008), a été salué par des maîtres tels que Millôr Fernandes et Ferreira Gullar. En 2013, il a publié le livre Connect the Dots - Poems of Love and Big Bang . À Folha de S. Paulo, le critique Marcelo Coelho a écrit : « une étoile nouvelle et intense se découvre à l'horizon de la poésie brésilienne ». La journaliste Cora Rónai considérait Connect the Dots comme « le meilleur livre de poésie de ces derniers temps ».
Il a lancé l'ouvrage Percatempos - Tudo Que Faço Quando Não Sei O Que Fazer, qui, en plus de poèmes inédits, le livre comprenait des illustrations réalisées par lui-même, étant la première fois que l'auteur montre son côté illustrateur. Le lancement était prévu pour novembre 2015. Bien qu’il soit considéré comme progressiste et politiquement correct, comme on l’appelait . Il a été fortement critiqué pour la vidéo " Travesti", qui contiendrait de la transphobie et des préjugés. Après avoir subi des pressions, l'acteur s'est excusé via les réseaux sociaux. En tant que militant politique, Gregorio a récemment été invité par le Harry S. Truman, lié à l'Université hébraïque de Jérusalem, pour donner une conférence au séminaire « Brésil, Israël et Palestine - politique, religion et recherche de la paix ».  Le 5 mai 2017, son programme a fait ses débuts sur HBO, appelé Greg News, un programme d'information humoristique dans le sens de Last Week Tonight avec John Oliver.
Gregorio Duvivier figure parmi les poètes brésiliens les plus importants du XXIe siècle dans une liste menée par des noms tels qu'Augusto Branco, Adélia Prado et Bruna Lombardi, selon une étude qui a pris en compte la propagation de son œuvre tant auprès du grand public que sur sites Internet spécialisés dans la littérature, les ouvrages académiques et la référence à leurs textes dans des œuvres littéraires d'autres auteurs.

## Vie personnelle
À partir de 2009, il se relationne avec la chanteuse Clarice Falcão . Les deux se sont mariés en janvier 2014 lors d'une cérémonie intime dans la ville de Rio de Janeiro,. En novembre de la même année, le couple annonce sa séparation,.
Dès 2017, il se relationne avec la présentatrice Giovanna Nader. Il a deux filles avec Giovanna : Marieta, née en 2018, et Celeste, née en 2021. En 2018, le couple officialise leur union.
Gregorio est un supporter du Fluminense Football Club,.